# Філіпп Майкл Томас
Філіпп Майкл Томас (англ. Philip Michael Thomas, *26 травня 1949) — американський актор.

## Фільмографія
| Рік       |    | Українська назва          | Оригінальна назва                   | Роль                         |
| --------- | -- | ------------------------- | ----------------------------------- | ---------------------------- |
| 1972      | ф  |                           | Come Back, Charleston Blue          | міністр                      |
| 1972      | ф  | Стігма                    | Stigma                              | Доктор Келвін Крос           |
| 1973      | ф  |                           | Book of Numbers                     | Дейв Грін                    |
| 1973—1974 | с  | Тома                      | Toma                                |                              |
| 1974      | с  | Жінка-поліцейський        | Police Woman                        | Сонні                        |
| 1974      | ф  |                           | Bogard                              |                              |
| 1975      | ф  | Містер Рікко              | Mr. Ricco                           | Первіс Мейпс                 |
| 1975      | с  | Карібе                    | Caribe                              | Принц Джон                   |
| 1975      | ф  | Чорношкірі                | Coonskin                            | Брат Реббіт                  |
| 1976      | с  | Рухаючись                 | Movin' On                           | Банджо                       |
| 1976      | с  | Медичний центр            | Medical Center                      | Доктор Сем Картер            |
| 1974      | ф  | Чорний кулак              | Black Fist                          | Fletch & Boom Boom           |
| 1976      | ф  | Грибна людина             | El hombre de los hongos             | Гаспар                       |
| 1978      | ф  |                           | Death Drug                          | Джессі                       |
| 1979      | с  | Корні: Наступні покоління | Roots: The Next Generations         | Едді                         |
| 1979      | ф  | У темряві                 | The Dark                            | Корн Ровз                    |
| 1984—1989 | с  | Поліція Маямі             | Miami Vice                          | Рікардо Таббс (111 епізодів) |
| 1997      | с  | Мы — ангели               | Noi siamo angeli                    | Джо/Отець Захарія            |
| 1997—2001 | с  | Детектив Неш Бріджес      | Nash Bridges                        | Седрік Гоус                  |
| 2002      | вг |                           | Grand Theft Auto: Vice City         | Ленс Венс                    |
| 2003      | ф  | Доля                      | Fate                                | Детектив Сіпріан Рейнс       |
| 2006      | вг |                           | Grand Theft Auto: Vice City Stories | Ленс Венс                    |

## Нагороди і номінації
| Рік  | Нагорода         | Категорія                                              | Номінант        | Результат | Виноски |
| ---- | ---------------- | ------------------------------------------------------ | --------------- | --------- | ------- |
| 1986 | «Золотий глобус» | Найкраща чоловіча роль в телевізійному серіалі — драма | «Поліція Маямі» | Номінація | [ 1 ]   |
| 2006 | TV Land Award    | Найкращий дует                                         | «Поліція Маямі» | Номінація |         |